# Royal Oak (Michigan)
Royal Oak è una città degli Stati Uniti d'America, nella Contea di Oakland, nello Stato del Michigan. È un sobborgo settentrionale di Detroit.